# Governador de Xile

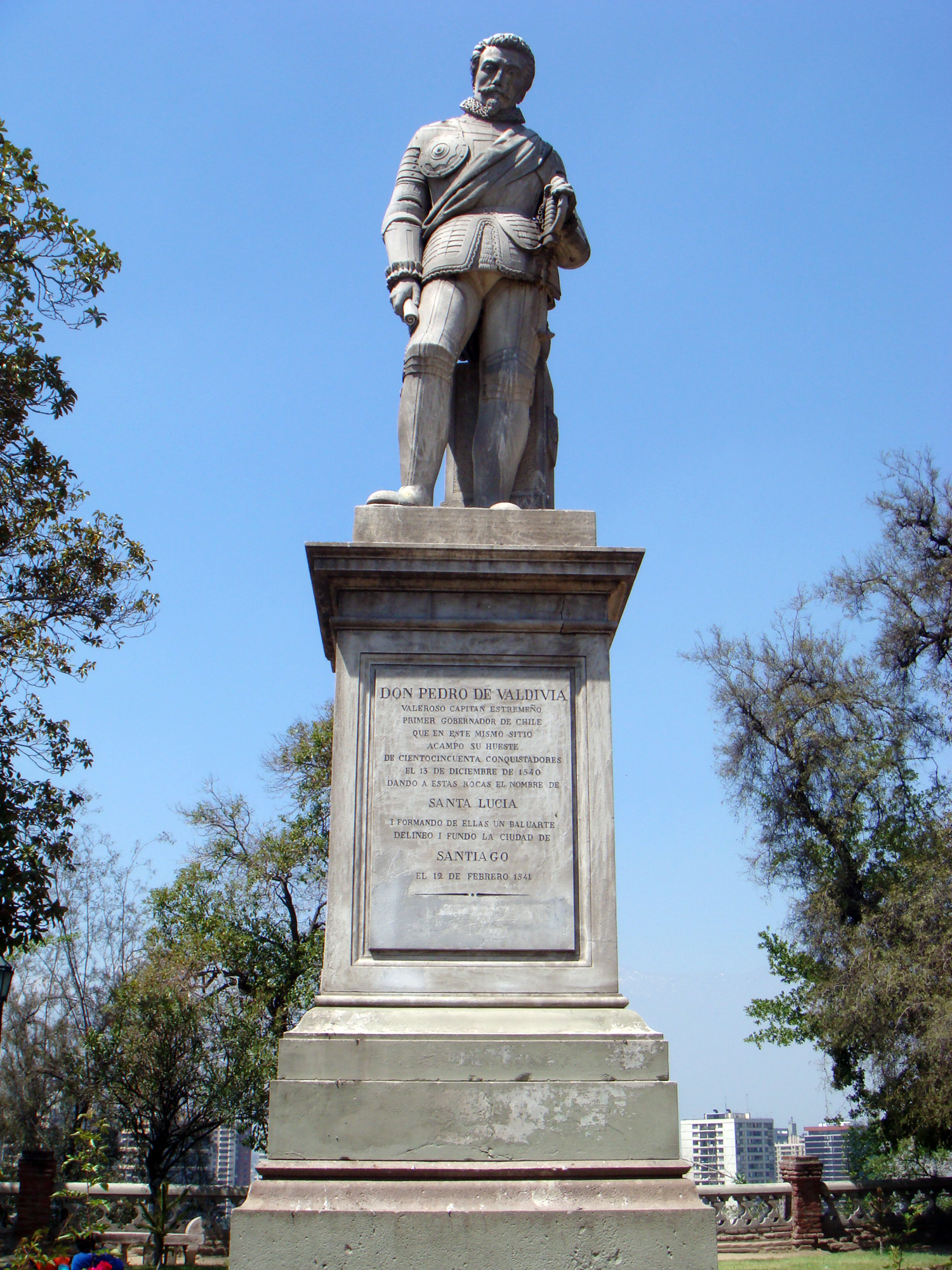
Monument al governador Pedro de Valdivia en el Cerro Saint Lucia de Santiago de Xile.

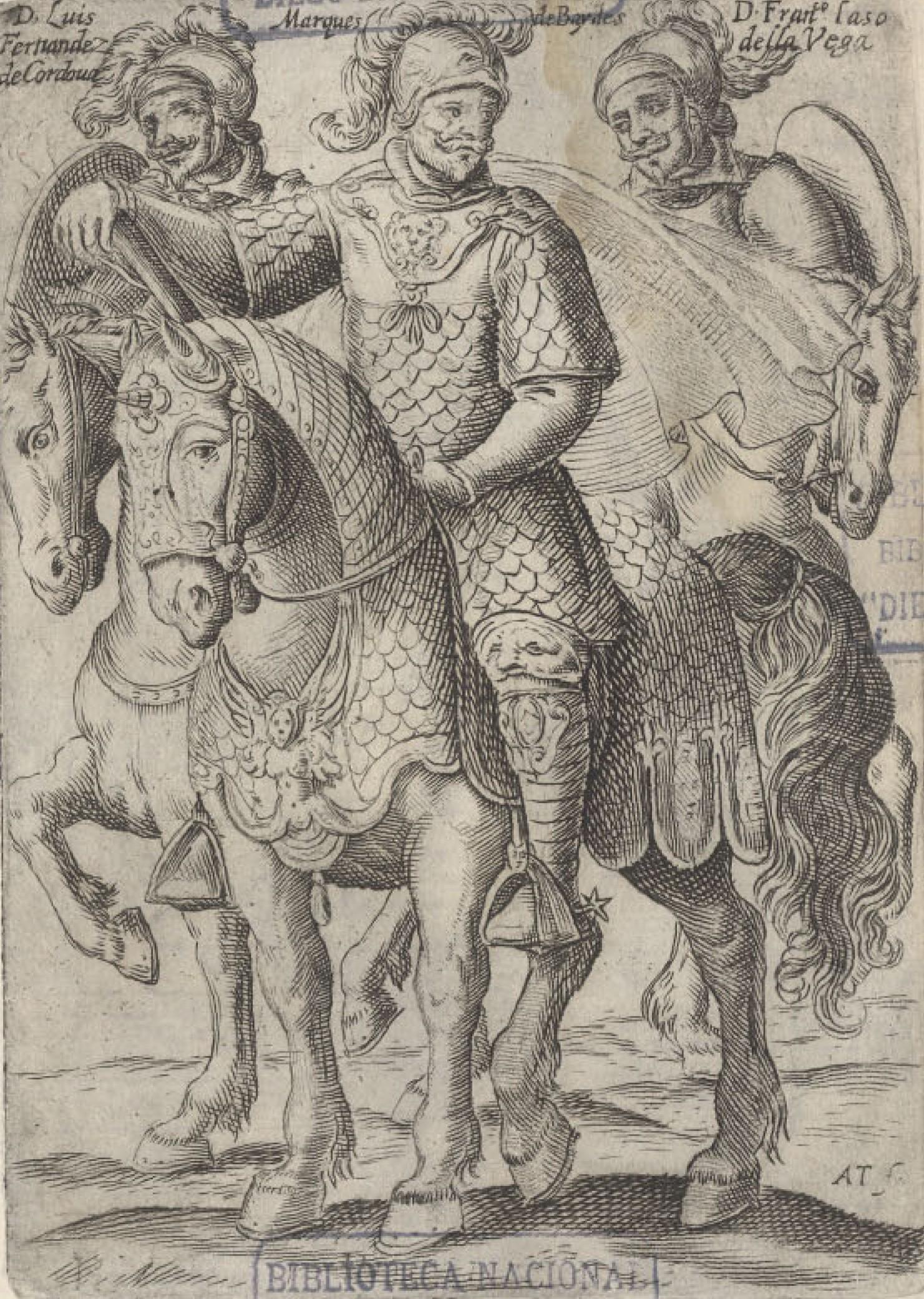
Els governadors de Xile Luis Fernández de Còrdova i Arce, Francisco López de Zúñiga, marquès de Baides, i Francisco Laso de la Vega, segons l'obra del pare Ovalle.

El governador de Xile va ser el funcionari nomenat pel rei d'Espanya que estava al capdavant de l'administració del Regne de Xile. Per la seva transcendència com a frontera militaritzada de l'Imperi espanyol el governador de Xile va ser més conegut pel seu càrrec militar de capità general de Xile. Des de la creació de la Real Audiència de Xile va sumar també el càrrec de president de Xile. El governador exercia també el càrrec de vicepatrono real dels béns de l'Església catòlica al seu territori.
Els governadors van ser a les autoritats que va tenir la Governació de Xile durant el període de conquesta espanyola i la posterior etapa com a colònia de l'imperi espanyol. En total va haver-hi 66 governadors. Governador, és aquell oficial que té al seu càrrec tasques de govern, i també militars, hisenda i justícia, així com ho va fer el virrei i altres autoritats indianas, va haver-hi declaracions on es va assenyalar expressament que els virreyes d'Espanya i Perú també anessin governadors de les províncies en el càrrec.
El governador, exerceix la seva funció en una governació. Aquesta podia ser una província o un regne, també ho podia ser un territori reduït, com l'illa Juan Fernández, Xile en el seu començament també va ser una província que després es va denominar Regne de Xile. Però per l'administració que Xile va tenir, se sosté que sempre va ser una governació, és un encàrrec primordial per qui rebia aquest regne i es trobava enfront d'ell, com també era primordial el governar-ho. La governació de Xile fins a 1567 està a càrrec de l'audiència de Lima per a efectes jurisdiccionals, però en 1567 es crea una Real Audiència a Xile, en Concepción i el seu Governador va ser el seu president.

## Títols i atribucions
Mentre va funcionar la Real Audiència de Xile (1565-1575, 1609-1811 i 1815-1817) el governador va ostentar també el títol de president d'aquest tribunal. Quan l'Audiència no existia, normalment el governador era justícia major del regne.
Així la mateix persona era:
- Cap polític i administratiu: "governador"
- Comandant militar: "capità general" i
- Cap del tribunal superior: "president de la Real Audiència".

El governador concentrava en la seva persona els majors poders locals.

## Entre la corrupció i elbon govern
Pel mateixa concentració de poder, no va resultar estrany que alguns governadors abusessin obertament del seu càrrec. Francisco de Meneses i Juan Henríquez de Villalobos són considerats exemples clàssics del tipus del governador corrupte i nepotista.
Aquest tipus de personatge va ser més habitual sota el regnat la Casa d'Àustria que la de Borbó, que va inaugurar una llarga seguidilla de governadors virtuosos durant el regnat de Felipe V, amb la designació de Gabriel Cano i Aponte i José Antonio Mans de Velasco.
Però el període colonial es tancaria a Xile amb la sortida forçada d'un governador sorprès en maniobres de contraban: Francisco Antonio García Carrasco.

### De governador a virrey
La sèrie d'administradors meritoris designats per la Casa de Borbó es va veure premiada per la promoció dels governadors ben avaluats a càrrecs superiors. Quatre dels set virreyes del Perú que van exercir durant la segona meitat del segle xviii havien estat prèviament governadors de Xile:
- 1745-1761 José Antonio Mans de Velasco, Conde de Superunda
- 1761-1776 Manuel de Amat i Juniet,
- 1780-1784 Agustín de Jáuregui i Aldecoa,
- 1796-1801 Ambrosio O'Higgins, Marquès de Osorno

A ells se suma Gabriel d'Avilés i del Fierro, Marquès d'Avilés, (1801-1806) que va ser promogut a virrey del Riu de la Plata (1799-1801). Avilés va ser succeït en el virregnat per un altre governador de Xile, Joaquín del Pi Sánchez de Rojas, (1801-1804).
Sota el regnat de la Casa d'Àustria, només García Hurtado de Mendoza havia arribat a ser virrey del Perú, entre 1589 i 1596, però seguint una lògica lligada a la influència nobiliària i política de la família de Mendoza.

## Formes de l'oposició al governador
El summe poder del governador no significava que no tingués contrapesos o que no pogués ser obstruït per altres forces locals. El governador, habitualment es trobava localment amb una complicada trama de susceptibilitats protocolares i gelosia jurisdiccional per part del clergat, vigilant de la seva independència i privilegis, i la Real Audiència. De fet les acusacions dels vocals d'aquest tribunal condujieron a la destitució d'alguns governadors, com va ser el cas dels ja nomenat Meneses i Carrasco, per la qual cosa se sabien posseïdors de cert poder.
Pel mateix, la constreñida política interna funcionava sublimada a través de despits públics i desfavors d'etiqueta, o de l'enviament d'acusacions a Lima i Madrid. L'oposició local podia explicar, per tant, amb alguns mitjans indirectes de fer valer els seus interessos. Però el governador sempre tenia al seu favor l'absolut del seu poder immediat i la lentitud de les comunicacions.

## Morts en acció
Dos governadors van morir en combats amb els mapuches, durant la Guerra de Arauco, la qual cosa permet calibrar la gravetat que per moments va aconseguir aquest conflicte per als espanyols. Els governadors morts en batalla van ser:
- Pedro de Valdivia (1553), en la Batalla de Tucapel.
- Martín Óñez de Loyola (1598), en la Batalla de Curalaba.

## Governadors enverinats
Van existir sospites i versions que els següents governadors de Xile van ser assassinats mitjançant l'ús de verí:
- Lope de Ulloa i Lemos (1620): Suposadament enverinat per la seva esposa i el maestre de camp Íñigo d'Ayala.
- Martín de Mujica i Buitrón (1649): Suposadament enverinat per familiars, desitjosos d'ocultar "falsificacions" que haurien comès. Est va ser el cas més evident.
- Francisco Javier de Morales i Castejón de Rierol (1773?): Suposadament enverinat a Lima, al cap de poc de deixar el seu càrrec.

També, Alonso de Ribera va acusar Catalina Lisperguer, mare de la trucada Quintrala i a la seva germana María, d'intentar enverinar-ho.

## Interinatos
A causa de les distàncies amb la metròpolis colonial, la vacancia del lloc per mort del titular, abandó o una altra raó, era en primera instància resolta localment. L'Audiència designava un dels seus vocals (el degà, el més ancià). Quan l'Audiència no funcionava, en cas d'haver-hi un justícia major diferent del governador aquest assumia el càrrec, com va ser el cas de Pedro de Viscarra i Miguel Gómes de Silva Morales.
També podia ser nomenat un veí (habitualment ancià, per evitar acusacions posteriors), designat pel cabildo d'una de les ciutats importants; Santiago o Concepción, depenent del lloc de decés del titular.
Aquest governador interí havia d'esperar primer la resolució del virrey del Perú, el seu superior jeràrquic. El virrey habitualment enviava el seu propi interí, que podia acabar exercint el càrrec per llargs anys, a l'espera de ser confirmat pel rei d'Espanya o reemplaçat per l'arribada d'un governador titular.
A manera d'exemple, dels 9 governadors que van exercir durant els 23 anys del regnat de Felipe III, solament un va ser designat directament pel monarca, Alonso de Ribera, qui va sumar 9 anys d'exercici.

### La successió de Valdivia
El cas de la successió del primer governador, Pedro de Valdivia, després de la seva mort en la batalla de Tucapel, va ser especial, doncs aquest va voler disposar del seu successor interí en el seu testament. Això va donar pas a una oberta disputa entre el seu hereu Francisco d'Aguirre i l'interí nomenat pel cabildo de Concepción, Francisco de Villagra.